# Monument aux morts de la Vallée
Le monument aux morts de la Vallée est un monument aux morts situé à Barcelonnette, en France.

## Localisation
Le monument est situé sur la commune de Barcelonnette, dans le département français des Alpes-de-Haute-Provence.

## Historique
L'édifice est inscrit au titre des monuments historiques en 2010.